# Roy Smith
Roy Smith (Costa Rica, 19 d'abril de 1990) és un futbolista japonès. Va disputar 2 partits amb la selecció de Costa Rica.

## Estadístiques
| Selecció de Costa Rica | Selecció de Costa Rica | Selecció de Costa Rica |
| Anys                   | Partits                | Gols                   |
| ---------------------- | ---------------------- | ---------------------- |
| 2010                   | 2                      | 0                      |
| Total                  | 2                      | 0                      |